# Samodiwa-Gletscher
Der Samodiwa-Gletscher (bulgarisch ледник Самодива lednik Samodiwa) ist ein 3,7 km langer und 1,8 km breiter Gletscher an der Davis-Küste des Grahamlands auf der Antarktischen Halbinsel. Vom östlichen Teil der Tschawdar-Halbinsel fließt er östlich des Mount Pénaud in nordnordöstlicher Richtung zur Curtiss Bay, die er westlich des Seaplane Point erreicht.
Die bulgarische Kommission für Antarktische Geographische Namen benannte ihn 2010 nach der Ortschaft Samodiwa im Süden Bulgariens.